# KL-ONE
KL-ONE è un sistema di rappresentazione della conoscenza molto usato nelle tradizionali reti semantiche e nei  frames; è un linguaggio a frame. 
Il sistema è un tentativo di superare l'indistinguibilità semantica delle rappresentazioni con reti semantiche e di rappresentare esplicitamente l'informazione concettuale come rete gerarchica.
È presente una intera famiglia di sistemi simili al KL-ONE. 
I frames in KL-ONE sono detti concetti. Essi formano una gerarchia utilizzando relazioni di sussunzione; una super classe in terminologia KL-ONE è detta sussumere le sue  sottoclassi. 
È permessa l'ereditarietà multipla. Attualmente un concetto è detto ben-formato solo se esso eredita da più di un concetto. Tutti i concetti, ad eccezione del "top concept" Thing, devono avere almeno una super classe. 
Le descrizioni di KL-ONE sono separate in due classi base di concetti: primitive e definitive. I concetti primitivi sono concetti di dominio non definiti completamente. Ciò significa che non è sufficiente classificarle un concetto date tutte le sue proprietà. Può essere anche visto definizione incompleta. Usando la stessa vista, i concetti "definitivi" hanno una definizione completa. Date le proprietà di un concetto, sono condizioni necessarie e sufficienti per classificare il concetto.
Il "concetto slot" è detto regola e i valori delle regole sono riempitivi di ruoli. Ci sono diversi tipi di regole che possono essere adottate in situazioni differenti. Il tipo di regola più comune e importante è il generico RoleSet che etichetta il fatto che la regola può essere riempita con più di un riempitivo.